# شهرستان ایپر
شهرستان ایپر (به فرانسوی: Ypres) در استان فلاندری غربی  در منطقه فلاندری در کشور بلژیک واقع شده‌است.جمعیت ایپر، ۱۰۶۴۱۵ نفر اعلام شده است.